# 도원 (배우)
도원(1994년 8월 27일 ~)은 대한민국 연기자이다.

## 출연 작품

### 드라마
- 2023년 헤븐리 《트랙터는 사랑을 싣고》 ... 선율 역
- 2022년 웹드라마 《주인님 수라상》... 안술하 역
- 2019년 웹드라마 《연남동 키스신》 ... 반해영 역
- 2019년 웹드라마 《오지는 녀석들》 ... 한명수 역
- 2019년 KBS2 《회사 가기 싫어》 ... 노지원 역
- 2018년 웹드라마 《소소한 오후의 도시》 ... 김오후 역
- 2018년 웹드라마 《시작은 키스》 ... 호연 역
- 2017년 웹드라마 《옐로우 시즌1》 ... 송태민 역
- 2015년 웹드라마 《드림나이트》